# Awutu Bereku

Awutu Bereku är en ort i södra Ghana, belägen i västra utkanten av Accras storstadsområde (dock utanför Storaccras administrativa område). Den är huvudort för distriktet Awutu-Senya, och folkmängden uppgick till 6 289 invånare vid folkräkningen 2010.